# Warner Bros. Studios Leavesden

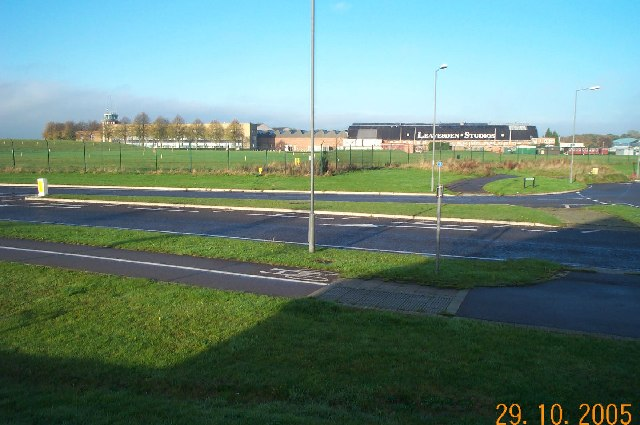
Leavesden Film Studios

Die Warner Bros. Studios Leavesden, ehemals Leavesden Film Studios genannt, sind ein Film- und Medienkomplex in England, der sich ungefähr 32 Kilometer nordwestlich vom Zentrum Londons in der Nähe der Stadt Watford befindet. Das Filmstudio wurde 2010 von Warner Bros. übernommen.

## Geschichte

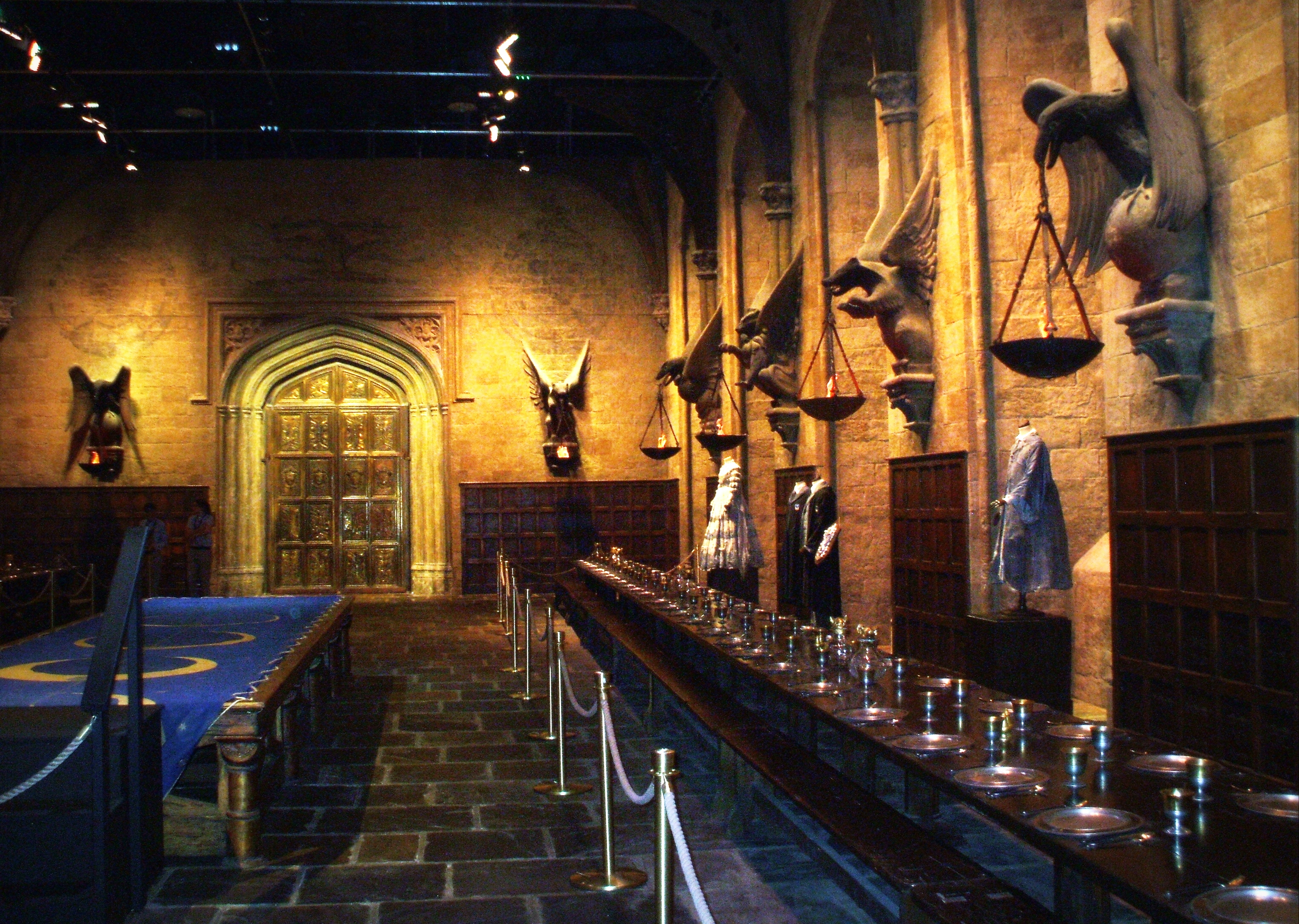
Filmkulisse für die Große Halle von Hogwarts

Zunächst nur teilweise als Filmstudio genutzt, wurde die ehemalige Rolls-Royce-Fabrik durch die aufwendigen Setkonstruktionen zum Film Star Wars: Episode I – Die dunkle Bedrohung Mitte der 1990er Jahre vollends als Filmstudio etabliert. Aus dem eigens für diesen Film eingerichteten Modelling-Bereich hat sich mittlerweile eine eigene Abteilung entwickelt und immer bessere Auslastung trug dazu bei, dass sich das Studio stetig vergrößerte.
Die Anlage ist inzwischen eine von wenigen in Großbritannien, in denen große Produktionen umgesetzt werden können. Die Studios umfassen ein 46.500 m² großes Areal mit Bühnenbauten, Produktionsbüros, Lagergebäuden und zusätzlich ein 323.730 m² großes Gebiet für feste Außensets, wobei letztere bei Bedarf eine Rundumsicht von 180° ermöglichen. 
Die Leavesden Film Studios sind mit dem Mediennetzwerk Sohonet verbunden.

## Harry-Potter-Museum
Alle Szenerien, die für die Harry-Potter-Filme errichtet werden mussten, wurden in den Leavesden Film Studios gebaut. So entstanden zum Beispiel der Gemeinschaftsraum der Gryffindors, die große Halle oder das Zaubereiministerium in den Studios. 
Nach dem Dreh des letzten Harry-Potter-Films 2010 und der Übernahme von Warner Bros. wurde der Teil des Studios, in dem die Sets der Harry-Potter-Filmreihe stehen, für etwa 100 Millionen Pfund umgebaut und schließlich der Öffentlichkeit zugänglich gemacht. Nach dem Umbau können etwa 5000 Besucher am Tag die aus den Harry-Potter-Filmen bekannten Sets besichtigen. In diesem umgebauten Bereich des Studios sind auch einige schon abgerissene Schauplätze wieder neu errichtet worden. Dieses Museum wurde am 31. März 2012 unter dem Namen Warner Bros. Studio Tour London – The Making of Harry Potter eröffnet. Ausgestellte Filmsets sind unter anderem die Sets von Gringotts, der großen Halle, dem Gleis 9 3/4, dem Verbotenen Wald sowie Teile des Fuchsbaus, Dumbledores Büro, der Zaubertrankklassenraum und die Winkelgasse. Ein besonderes Highlight ist das ca. 15 m große Hogwarts-Modell.

## Produktionsgeschichte
- 1995: James Bond 007 – GoldenEye
- 1997: Mortal Kombat 2 – Annihilation
- 1999: Sleepy Hollow
- 1999: Star Wars: Episode I – Die dunkle Bedrohung
- 2001: Harry Potter und der Stein der Weisen
- 2002: James Bond 007 – Stirb an einem anderen Tag
- 2002: Star Wars: Episode II – Angriff der Klonkrieger
- 2002: Harry Potter und die Kammer des Schreckens
- 2004: Harry Potter und der Gefangene von Askaban
- 2005: Harry Potter und der Feuerkelch
- 2007: Harry Potter und der Orden des Phönix
- 2008: The Dark Knight
- 2009: Harry Potter und der Halbblutprinz
- 2010: Harry Potter und die Heiligtümer des Todes: Teil 1
- 2011: Harry Potter und die Heiligtümer des Todes: Teil 2
- 2011: Sherlock Holmes: Spiel im Schatten
- 2014: 300: Rise of an Empire
- 2014: Edge of Tomorrow
- 2014: Kingsman: The Secret Service
- 2023: Ghostbusters: Frozen Empire[4]